# 蘆名義広
蘆名 義広（あしな よしひろ）は、安土桃山時代から江戸時代前期にかけての大名、武将。蘆名氏第20代当主。

## 生涯

### 出生
天正3年（1575年）、佐竹義重の次男として生まれる。天正7年（1579年）、白河義親の養子となる。生母は伊達晴宗の娘・宝寿院。伊達晴宗は蘆名盛高の外孫であるため、義広は蘆名盛高の外玄孫に当たる。

### 周辺情勢
蘆名氏は当主・蘆名盛隆が大庭三左衛門により殺害されたことで、混乱を迎えていた。一方で隣国の伊達氏では、隠居した伊達輝宗の跡を継いだ伊達政宗が外交方針の転換を図っていた。特に伊達輝宗が始めた新発田重家に対する支援を取りやめたことは影響が大きく、政宗は新発田氏に対抗する上杉景勝と組んで、新発田氏・蘆名氏を挟撃する格好となった。結局蘆名盛隆の子亀王丸が生後1ヶ月で蘆名氏の第19代当主となるも、度重なる当主交代に混乱する蘆名氏の家臣団は上杉氏や伊達氏の調略を受け、その勢力を削がれていった。
天正13年（1585年）5月、伊達政宗が蘆名氏と開戦（関柴合戦）。これは蘆名氏が撃退するものの、秋には上杉景勝が新発田領への侵攻の際に伊達氏が領内の通過を許可するなど、蘆名・新発田側と上杉・伊達側が対立し、蘆名側は劣勢に立たされていった。同年11月17日（1585年1月6日）に佐竹氏および蘆名氏らの南奥諸大名の連合軍と伊達氏の間で人取橋の戦いが起こり、蘆名氏は佐竹義重率いる連合軍の一員として勝利した。

### 養子入り
この頃、当主の亀王丸が夭折したため、家中は養子を巡って二分することになる。蘆名一門衆の猪苗代盛国、平田氏や富田氏ら蘆名宿老の大半、及び外様の国人領主からなる伊達小次郎を推す伊達派勢力と、重臣で中央政権との繋がりの深い金上盛備ら義広を推す佐竹派勢力とに二分された。この後継者争いは金上の政略により義広派が勝利し、天正15年（1587年）、盛隆の養女と結婚して蘆名義広と名乗り、蘆名氏当主となる。
しかし他家からの養子であることに加え、前述の後継者争いでの紛糾や、当人の年齢も若かったことから、家臣団を掌握することができずにいた。この際、伊達氏との仲が決定的に決裂することになった。さらに義広に付属して佐竹氏から送り込まれた大縄義辰らの家臣団が蘆名氏を支配し、伊達派の宿老らを次々と失脚させていった。

### 蘆名氏崩壊
天正15年（1587年）夏、中央で権力を掌握しつつあった豊臣秀吉の支援を受けた上杉景勝は1万余の大軍をもって新発田重家の本拠地である新発田城を包囲した。周囲の諸城は上杉勢に次々攻略される中、蘆名氏は金上盛備を赤谷城の救援に派遣するが、上杉氏の藤田信吉に阻まれて撤退、赤谷城は陥落し、補給路を失った新発田重家は孤立し、10月25日に自害した。
天正16年（1588年）2月から7月にかけて安積郡郡山城・窪田城一帯で蘆名氏・相馬義胤・佐竹氏連合軍と伊達軍との間で起こった郡山合戦では大内定綱の離反もあり敗北した。
天正17年（1589年）に入ると伊達氏の攻勢・調略はさらに苛烈となり、猪苗代盛国らが伊達氏に付く。旧暦6月5日、伊達政宗との間に起こった総力会戦ともいえる摺上原の戦いに臨むも、蘆名四天王の富田氏実らは勝手に撤退、多くの隊が傍観するなど家臣らの離反が相次ぎ、金上盛備や四天王の佐瀬種常・常雄らが戦死するなど大敗した。
義広とその近臣は戦場を逃れたが、もはや本拠の黒川城を守備する兵力を維持することは不可能であった。そのため、大縄義辰や二本松義綱を含めた一行は6月10日の夜に紛れて実家佐竹氏の領国である常陸に逃れた。常陸に逃れる際に随従した従者の数を、『会津史』は20人あまり、『会津合戦記』は女中を併せて119人と記述している。黒川城は伊達氏により占拠され、山内氏勝らの例外はあるものの、針生盛信ら多くの蘆名家旧臣や諸豪族は伊達氏に恭順した。こうして奥州の戦国大名としての蘆名氏はその支配地域を失い滅亡した。

### 佐竹氏の与力として
しかしこれらは豊臣秀吉が天正15年（1587年12月）に関東・奥州に対して発令した私戦を禁止する「惣無事令」以降のことであったため、その後の天正18年（1590年）の秀吉の小田原征伐の際、秀吉に恭順した政宗は、奪い取った蘆名領を全て没収された（宇都宮仕置・奥州仕置）。蘆名領は蒲生氏郷に与えられ、義広への返還はなされなかった。その後、秀吉から佐竹氏与力として、佐竹氏の領国に近い常陸の龍ヶ崎に4万石、次いで江戸崎に4万5,000石を与えられ、大名としての蘆名氏は一応復興した。盛重（もりしげ、「盛」は蘆名氏の通字、「重」は実父・義重の偏諱）と名乗ったのはこの時期であると言われている。
慶長5年（1600年）7月には徳川家康に出陣の許可を求め、28日に使者が家康のもとへ到着している。しかし、関ヶ原の戦いで兄の佐竹義宣が西軍に与したため、連座して所領を没収された。

### 角館
慶長7年（1602年）、義重・義宣とともに秋田領に入り、名を義勝（よしかつ）と改め、仙北郡角館に1万6,000石を与えられた。
義勝は、それまでの城下が河川の氾濫や火災にしばしば悩まされていたところから、元和6年（1620年）古城山の南側に新たに町割を起こし、城下を移転させた。これが今日の角館城下町の始まりである。道路の幅員を広げるとともに見通しを避ける工夫をこらし、下水を整備し、火事対策を施して武家地、町人地、寺社を配置した。当初は古城山の中腹に館を構えたが、義勝夫人が城中で妖怪を視たため居館を麓に移したという伝承がある。角館に随従した蘆名家家臣には、稲葉家、河原田家、岩橋家、青柳家などがあり、総勢は200名程度だったといわれる。あわせて、会津若松にあった天寧寺の末寺として山号・寺号をそのままに角館城下東方の花場山の麓に天寧寺を創建、菩提寺とした。
寛永8年（1631年）病死、享年57。